# Cap de l'Artic
El Cap de l'Artic és una muntanya de 1.298 metres que es troba al municipi de Bagà, a la comarca catalana del Berguedà.